# 10-я флотилия подводных лодок кригсмарине
10-я флотилия подводных лодок кригсмарине — подразделение военно-морского флота нацистской Германии.

## История
Десятая флотилия подводных лодок кригсмарине была сформирована в январе 1942 года в Лорьяне. Её бессменным командиром стал корветтен-капитан Гюнтер Кунке.
Флотилия изначально была создана из лодок дальнего действия и дополняла в своих действиях вторую флотилию. Создание флотилии было вызвано увеличившейся потребностью в субмаринах дальнего действия в связи со вступлением Японии в войну. Основная деятельность 10-й флотилии разворачивалась в Атлантике, от Гренландии до Карибского моря, берегов Южной Америки и Южной Африки.
К 10-й флотилии кроме лодок типа IX были приписаны 6 «Дойных коров» — подводных танкеров типа XIV. Среди экзотических целей субмарин 10-й флотилии были: сотрудничество с японскими ВМС, тайная доставка важных сырьевых материалов в Германию, рейдерство в Индийском океане. Идея о транспортировке стратегического сырья субмаринами принадлежала Гитлеру, и адмирал Дёниц её не поддерживал. В каждом из подобных рейсов лодка доставляла до 200 тонн различных материалов. Дальние экспедиции субмарин 10-й флотилии заставляли союзников рассредотачивать эскортные корабли на большие расстояния, тем самым ослабляя защиту атлантических конвоев.
В августе 1944 года в связи с высадкой союзников в Нормандии 10-я флотилия эвакуировалась из Лорьяна. Большинство лодок передислоцировалось в Норвегию, а находившиеся в это время в Индийском океане субмарины были приписаны к 33-й флотилии. Последняя лодка 10-й флотилии, U-853 под командованием командира флотилии Гюнтера Кунке, покинула Лорьян 27 августа 1944 года и достигла Фленсбурга 14 октября 1944 года. Тогда же флотилия была официально расформирована.

## Состав
В разные годы через 10-ю флотилию прошли 82 подводных лодки, в том числе:
| Тип    | Количество |
| ------ | ---------- |
| IXC    | 26         |
| IXC/40 | 41         |
| IXD1   | 2          |
| IXD2   | 4          |
| XB     | 1          |
| XIV    | 6          |